# Johann Anton von Freund
Johann Anton von Freund (* 1734 in Stettin; † 3. Juni 1809 in Neiße) war ein preußischer Generalmajor im Ingenieurskorps.

## Leben

### Herkunft
Sein Vater Joachim Friedrich von Freund (* 1709; † Dezember 1747) war preußischer Premierleutnant im Pionierregiment Nr. 49.

### Militärkarriere
Freund kam am 10. April 1749 als Kondukteur in das Ingenieurskorps der Preußischen Armee. Am 19. Dezember 1750 avancierte er zum Sekondeleutnant im Ingenieurskorps der Festung Glatz. Am 9. Oktober 1752 teilte man ihn einer Gruppe von Ingenieursoffizieren unter der Leitung des Oberstleutnants von Wrede zu. Ab dem 1. November 1752 war die Gruppe damit beschäftigt eine Karte der Oder bis an die polnische Grenze und von Kreuzburg bis Züllichau zu erstellen. Die Arbeit war gegen März 1753 beendet. Während des Siebenjährigen Krieges war Freund bei den Schlachten von Prag, Kolin, Breslau, Leuthen, Zorndorf, Hochkirch und Liegnitz. Ferner nahm er am Gefecht bei Moys, sowie den Belagerungen von Prag, Breslau, Schweidnitz, Olmütz und Dresden teil. Er wurde in der Zeit am 13. Oktober 1762 zum Ingenieurkapitän für die Festung Neiße ernannt. Am 11. Februar 1775 wurde er nach Glogau versetzt. Am 24. Dezember 1777 wurde er dann Major und Leiter des Festungsbauwesens in Gaudenz. Bei der Mobilmachung am 4. April 1778 kam er zunächst wieder nach Neiße und nahm dann am Bayerischen Erbfolgekrieg teil.
Am 23. April 1786 wurde Freund nach Küstrin versetzt und dort am 15. Juni 1787 mit Patent vom 16. Juni 1787 zum Oberstleutnant befördert. Im Jahr 1790 kam er als Brigadier nach Schlesien und stieg am 21. Mai 1791 zum Oberst auf. Am 17. Februar 1793 überreichte er König Friedrich Wilhelm II. eine wichtige Karte über Schlesien. Diese war so gut, dass befohlen wurde sie in die Plankammer zu geben. Am 20. April 1793 wurde Freund nach Czenstochau versetzt. Am 24. Juni 1794 kam er zum Korps des Generals Lattorff und später zum Korps Ruits. Mit diesen nahm er 1794/95 am Feldzug in Polen teil. Am 31. Dezember 1796 erhielt er eine Zulage von 400 Talern und am 20. Mai 1798 die Beförderung zum Generalmajor. Am 8. Oktober 1804 erfolgte seine Demission mit einer Pension von 1000 Talern. Er starb am 3. Juni 1809 in Neiße.

### Familie
Freund heiratete am 9. Februar 1772 in Neiße Beate Henriette von Roeder (* 12. April 1750; † 12. November 1790) aus dem Haus Guhrau.